# Шмяк!
«Шмяк!», «Бум!», «Бац!» (англ. Thud!) — фэнтези известного английского писателя Терри Пратчетта, написано в 2005 году. Впервые на русском языке было издано издательством «Эксмо» в декабре 2013 года, также есть неофициальные переводы.
Тридцать четвёртая книга из серии цикла «Плоский мир», седьмая книга из цикла о Страже.

## Сюжет
Странные события происходят в Анк-Морпорке в преддверии дня Кумской Долины. Этот день — знаменательная историческая дата, которую отмечают два самых крупных расовых сообществ города — тролли и гномы. Кумская Долина — узкая и каменистая долина в Овцепикских горах, по которой протекает своенравная река Кум. Давным-давно, тысячу лет назад в этой долине дварфы устроили засаду на троллей, или же тролли устроили засаду на дварфов. Нет, конечно, они сражались друг с другом со дня сотворения, но именно после Битвы при Кумской Долине их взаимная ненависть приобрела официальный статус и привела к развитию разновидности мобильной географии. Любая схватка дварфа с троллем становилось «Битвой при Кумской Долине». Даже простая потасовка в пивнушке становилась продолжением Кумской Долины.
И вот Кумская Долина пришла в Анк-Морпорк. Как раз накануне очередной годовщины Битвы произошло загадочное убийство глубинного дварфа (грега или скальта), так дварфы называют своих старейшин — хранителей сокровенных знаний и законов. Подозрение немедленно падает на троллей. Дварфийское сообщество возмущено, но и тролли не собираются спокойно стоять в стороне и ждать развития событий. На улицах появились загадочные надписи — тролльские граффити, приветствующие какого-то Мистера Сияющего. Тролли насторожились и вот-вот по кланам разошлют така-така, боевую дубинку троллей, означающую начало войны. И среди всей этой сумятицы, из Королевского музея искусств украли картину — огромное полотно безумного художника Методии Плута. Что интересно, на этом полотне была изображена та самая битва при Кумской Долине…
Убийцу необходимо найти как можно скорее, чтобы предотвратить очередное воплощение битвы при Кумской Долине, но уже в Анк-Морпорке.
Командор городской стражи Сэр Сэмюэль Ваймс лично занялся этим делом и даже спустился в шахту, которую дварфы (гномы) вырыли под городом и где произошло убийство глубинного дварфа. Ему удается узнать, что дварфы что-то скрывают, но сам он попадает под воздействие древнего и страшного существа, которое можно вызвать, если умирающий, своею собственной кровью нарисует его руну. Дварфы называют это существо «Призываемая Тьма» и боятся лишний раз произнести его имя. «Призываемая Тьма», овладевшая Ваймсом, приводит его в пещеры под руслом реки в Кумской Долины. Там Ваймс находит ключ к решению всех загадок и настигает убийцу.

## Персонажи

### Главные герои
- Сэмюэль Ваймс
- Сибила Овнец
- Ангва фон Убервальд
- Салация фон Хампединг, вампир, новая служащая городской Стражи
- Призывающая Тьма

### Второстепенные герои
- Фред Колон
- Моркоу Железобетонссон
- Шельма Задранец
- Шнобби Шноббс
- мистер Сияющий (в некоторых переводах — мистер Блеск)
- Кирпич